# Principe delle Asturie

Stendardo del Principe delle Asturie

Il titolo di Principe o Principessa delle Asturie (in spagnolo, Príncipe de Asturias), già in uso per il principe ereditario del Regno di Castiglia, è il principale titolo onorifico che spetta all'erede al trono di Spagna. Il titolo è in capo a Leonor di Borbone-Spagna.

## Storia
Nella seconda metà del XIV secolo, il Regno di Castiglia era conteso da Giovanni I di Castiglia e da Giovanni Plantageneto, I duca di Lancaster, marito della figlia di Pietro I di Castiglia. Nel 1388 i due decisero di porre fine alla lotta dinastica combinando un matrimonio fra i loro figli, Enrico di Castiglia, di nove anni, e Caterina di Lancaster, di sedici anni. Alla coppia venne assegnato il titolo di principi del Principato delle Asturie, sul modello del titolo di principe di Galles dato all'erede del Regno d'Inghilterra sin dal 1301. Venne così istituito il principato delle Asturie ed il titolo, che da allora fu sempre assegnato all'erede al trono del Regno di Castiglia prima, e del Regno di Spagna poi.
Inizialmente il titolo non era semplicemente un'onorificenza. Il territorio asturiano, infatti, formava parte del patrimonio del principe, che aveva il potere di nominare giudici, sindaci e altri funzionari che governavano il principato per suo conto. La situazione cambiò con Isabella di Castiglia e Ferdinando d'Aragona, i cosiddetti re cattolici, che ridussero il titolo di principe delle Asturie ad una semplice qualifica onorifica, mantenuta in seguito dagli Asburgo e poi dai Borbone.

## Oggi
Il titolo di principe delle Asturie, unitamente a quello di principe di Girona, principe di Viana, conte di Cervera, duca di Montblanc e signore di Balaguer, è in capo a Leonor di Borbone-Spagna.

## Elenco dei principi delle Asturie
- 1388-1390: Enrico III di Castiglia, figlio di Giovanni I di Castiglia, re di Castiglia e Léon.
- 1405-1406: Giovanni II di Castiglia, figlio del precedente, re di Castiglia e Léon.
- 1425-1454: Enrico IV l'Impotente, figlio del precedente, re di Castiglia e Léon.
- 1480-1497: Giovanni di Trastámara, figlio di Ferdinando il Cattolico, re d'Aragona, e di Isabella la Cattolica, regina di Castiglia e Léon.
- 1497-1498: Isabella di Trastámara, sorella del precedente, sposa di Manuele I del Portogallo.
- 1498-1500: Michele della Pace d'Aviz, figlio della precedente, erede al trono anche del Portogallo.
- 1500-1504: Giovanna la Pazza, zia del precedente, regina di Castiglia e Léon, moglie di Filippo il Bello.
- 1504-1516: Carlo d'Asburgo, figlio della precedente, primo re di Spagna.
- 1527-1556: Filippo II d'Asburgo, figlio del precedente, re di Spagna e di Portogallo.
- 1556-1568: Carlo d'Asburgo, figlio del precedente.
- 1571-1578: Ferdinando d'Asburgo, figlio di Filippo II di Spagna, fratellastro del precedente, morto prima di salire al trono.
- 1578-1582: Diego d'Asburgo, figlio di Filippo II di Spagna, fratello del precedente, morto prima di salire al trono.
- 1582-1598: Filippo III d'Asburgo, fratello del precedente, re di Spagna, di Napoli, di Portogallo e di Sicilia.
- 1605-1621: Filippo IV d'Asburgo, figlio del precedente, re di Spagna, de Napoli, di Sicilia e Portogallo.
- 1629-1646: Baltasar Carlos d'Asburgo, figlio del precedente, morto prima di salire al trono.
- 1657-1661: Filippo Prospero d'Asburgo, fratellastro del precedente, morto prima di salire al trono.
- 1661-1665: Carlo II d'Asburgo, fratello del precedente, re di Spagna, di Napoli, di Sicilia.
- 1707-1724: Luigi di Spagna, figlio primogenito di Filippo V, poi effimero re di Spagna.
- 1724-1746: Ferdinando VI di Spagna, fratello del precedente, re di Spagna.
- 1759-1788: Carlo IV di Spagna, nipote del precedente, principe di Taranto, re di Spagna.
- 1788-1808: Ferdinando VII di Spagna, figlio del precedente, re di Spagna.
- 1851-1857: Isabella di Borbone-Spagna, nipote del precedente, figlia d'Isabella II di Spagna.
- 1857-1868: Alfonso XII di Spagna, fratello della precedente, re di Spagna.
- 1871-1873: Emanuele Filiberto di Savoia-Aosta, figlio di Amedeo I di Spagna, che abdica nel 1873.
- 1874-1880: Isabella di Borbone-Spagna, per la seconda volta.
- 1881-1904: Maria de las Mercedes di Borbone-Spagna, figlia primogenita di Alfonso XII di Spagna, sorella di Alfonso XIII.
- 1904-1907: Alfonso Maria di Borbone-Due Sicilie (1901–1964), figlio della precedente e quindi nipote di Alfonso XIII.
- 1907-1933: Alfonso di Borbone, figlio primogenito di Alfonso XIII, conte di Covadonga.
- 1933-1941: Giovanni di Borbone-Spagna, terzo figlio maschio del re Alfonso XIII
- 1941-1975: Juan Carlos di Borbone-Spagna, primo figlio maschio di Giovanni di Borbone-Spagna
- 1977-2014: Filippo di Borbone-Spagna, figlio di Juan Carlos I di Spagna
- Dal 2014: Leonor di Spagna, figlia primogenita di Filippo VI di Spagna.